# 盧信永
盧信永（：／ No Sin-yeong，1930年2月28日—2019年10月21日），号鶴泉（학천），平安南道江西郡出身，本贯光州（광주），大韩民国前国务總理（1985-1987）及外交官。1955年开始在外务部担任公职，官至外務部長，到1982年6月为止，在外交界工作长达27年。1985年2月开始担任安全企划部长（國家情報院院長前身職務），1987年5月国务总理辞职后，结束32年的公职生活。他是第五共和国内阁的代表人物，深得全斗焕的信任，全斗焕将他立为自己的接班人，但因军方的反对无果而终。他对联合国秘书长潘基文的影响很大。

## 生平
卢信永1930年2月28日平安南道江西郡江书面学千里出生。因前面的4个哥哥全部夭折，所以成为了长子。江西德兴公立小学毕业后，考入平壤第二高等普通学校，中学毕业之后，1949年前往汉城，出售红薯等赚钱求学。原来他喜欢历史想入读历史系，但在周围人士的劝告下，选择了漢城大学（現首爾大學）法律学院。然而入学不到2周后，朝鲜战争爆发，他應召入伍。1953年2月在釜山举行的第4届行政高等考试和外务考试上合格，但当时的服兵役者规定不能担任行政官。途中寻找外国大学入学许可书和奖学金或财政保证书，在留学考试中合格，随即退伍留学美国。1955年获得美国肯塔基州立大学研究生院政治学硕士学位后进入外交部工作。
1958年任外务部邦交局情报文化课长，在驻美国大使館和駐土耳其大使馆工作（一等秘書）。1961年任条约课长。1962年改任文書局长。1963~1964年任驻泰国大使馆领事、驻華（台北）大使馆参赞、驻伊朗大使馆参赞。1964年4月任外务部亚洲局局长，同年11月任驻意大利大使馆参赞。1967年任外务部企划管理室室长。1969年任驻美国洛杉矶总领事。1972年任驻印度大使。1974年2月任外务部次長。1976年3月任常驻日内瓦代表。1980年9月至1982年任外务部長。1982年6月任安全企划部长。1985年2月19日獲提名为国务总理，同年4月~1987年5月正式任国务总理。1987年5月因涉嫌轮船公司财务丑闻被免职，任国政咨询委员、民主正义党顾问和高丽大学国际研究生院客座教授。1994年开始任乐天福利和奖学财团理事长和安重根义士崇慕会理事长。曾获国民勋章无穷花章等。
联合国秘书长潘基文在卢信永任新德里总领事、驻印度大使时手下任职，卢信永在国务总理时期，将潘基文的公务员级别破格晋升理事官（二级）的故事家喻户晓。

## 家庭关系
- 妻子：金貞淑（김정숙，1932年9月10日 ~ 2009年4月25日）
- 长子：盧慶秀（노경수，1954年10月27日~，首尔大学行政研究生院教授）
  - 长媳：鄭淑英（정숙영，1959年12月21日~，便桥艺术代表，鄭世永的女儿）
- 次子：盧哲秀（노철수，1956年7月27日~，애미커스그룹集团会长，韓國中央日报常任顾问）
  - 次媳：洪羅玲（홍라영，1960年1月10日~，三星美术馆副馆长，洪璡基的女儿）
- 三子：盧東秀（노동수，1959年5月13日~，高丽书店社长）
- 长女：盧恩卿（노은경 , 1957年11月14日~）
- 次女：盧惠卿（노혜경，1960年8月30日~）
  - 二女婿：柳镇（류진，1958年3月5日~，丰山金属理事）